# The Sensual World (chanson)
Pour un article plus général, voir Discographie et vidéographie de Kate Bush.
 (novembre 2014).
Singles de Kate Bush
Experiment IV
(1986) This Woman's Work
(1989)
Pistes de The Sensual World
Love and Anger
(2)
The Sensual World est le premier single de l'album éponyme de la chanteuse anglaise Kate Bush, sorti en septembre 1989. Le single a culminé à la douzième place au hit parade britannique.
La chanson a été réenregistrée plus tard en utilisant uniquement des mots extraits du monologue de Molly Bloom (de Ulysse, le roman de James Joyce), comme Bush avait initialement prévu tout en enregistrant l'album The Sensual World. Cette version, rebaptisée Flower of the Mountain, apparaît sur l'album Directors' Cut de 2011.
Un air de musique traditionnelle macédonienne appelé Nevestinsko Oro (danse de la mariée) a servi de source d'inspiration ; comme dans la version traditionnelle, la mélodie est jouée avec des uilleann pipes, en l'occurrence interprétée par le musicien irlandais Davy Spillane.
Le clip, montrant Kate Bush portant une robe médiévale et dansant au travers d'une forêt enchantée, a été dirigé par Peter Richardson (co-créateur de The Comic Strip (en)) et Kate Bush elle-même.